# Eleutherodactylus pinchoni
Eleutherodactylus pinchoni es una especie de anfibio anuro de la familia Eleutherodactylidae.

## Distribución geográfica
Esta especie es endémica de Guadalupe. Habita desde el nivel del mar hasta 1250 m de altitud en la isla de Basse-Terre.

## Descripción
Esta especie mide 16 mm para los machos y 20 mm para las hembras.

## Etimología
Esta especie lleva el nombre en honor a Robert Pinchon (1913-1980).

## Publicación original
- Schwartz, 1967 : Frogs of the genus Eleutherodactylus in the Lesser Antilles. Studies on the Fauna of Curaçao and other Caribbean Islands, vol. 24, p. 1–62.[5]